# Arheološki muzej Hanije
Arheološki muzej Hanije (grško Αρχαιολογικό Μουσείο Χανίων) je muzej v nekdanjem beneškem samostanu svetega Frančiška na ulici Halidon, Hanija, Kreta, Grčija. Ustanovljen je bil leta 1962. Leta 2020 se je ta lokacija zaprla in novi arheološki muzej v Haniji se je preselil na ul. Skra 15. Halepa, leta 2022.

## Stavba
Natančen datum, ko je bila zgrajena stavba prvotnega muzeja, ni znan, čeprav je bilo pisno omenjeno, da je stala med velikim potresom leta 1595 in da je bila največja v mestu. Služila je kot beneška cerkev, v kateri so živeli frančiškanski bratje, in je postala pomemben spomenik mesta. Triladijska gotska stavba dvoranske cerkve je iz let 1606 do 1617 in je bila v osmanskem obdobju razširjena za približno tretjino kot mošeja Jusufa paše v gotskem slogu.
Po drugi svetovni vojni je služila kot skladišče vojaške opreme, dokler ni bila leta 1962 spremenjena v muzej.

### Nov arheološki muzej
Po več letih gradnje so leta 2022 na novi lokaciji na ulici Skra v Halepi v okrožju Halepa, nekaj kilometrov vzhodno od starega mesta, odprli nov arheološki muzej, ki ga je načrtoval arhitekt Theofanis Bobotis. Nova stavba obsega več kot 5500 kvadratnih metrov površine in vsebuje stalno razstavo, čitalnico, amfiteater, laboratorije in skladišče.
- Portretno poprse Rimljana
- Rimski cesar Hadrijan
- Rimski talni mozaik, ki prikazuje Dioniza in Ariadno
- Poznominojski sarkofag, 1400-1200 pr. n. št.

### Notranjost
Muzejski eksponati so razvrščeni kronološko. V prvem sklopu (3. in 2. tisočletje pr. n. št.) je razstavljena neolitska keramika, minojske kamnite vaze, kameje, keramika, pisni ostanki na strjeni glini v linearni pisavi A in B, glineni sarkofagi in minojski zlat nakit. Drugi del ponuja pregled poselitve zahodnega dela otoka od geometrične do klasične grške do rimske dobe. To obdobje dokumentirajo grške in rimske skulpture, helenistični zlati nakit, helenistično in rimsko steklo, terakota, glinene posode ter rimski marmorni portreti in kipi. Posebej zanimivi so nekateri rimski talni mozaiki iz Hanije (3. stoletje našega štetja), ki prikazujejo mitološke prizore.
Muzej vsebuje obsežno zbirko minojskih in rimskih artefaktov, izkopanih okoli mesta Hanija in okoliške regionalne enote, vključno s kosi iz starodavnih mest Kidonija, Idramia, Aptera, Polirinia, Kisamos, Eliros, Irtakina, Siia in Lisos ter tudi iz Aksosa in Lape v regionalni enoti Retimno.
Muzej vsebuje široko paleto kovancev, nakita, vaz, kipov, glinenih ploščic z napisi, stel in mozaikov.
Muzej ima rimski talni mozaik, ki prikazuje Dioniza in Ariadno. Arheološki muzej v Haniji ima tudi staro posodo v kikladskem slogu iz Episkopi, Kisamos in številne doprsne kipe, vključno z enim rimskega cesarja Hadrijana, ki so ga našli v svetišču Diktinaion leta 1913, in pozni minojski sarkofag iz nekropole Armeni, datiran med 1400–1400. 1200 pr. n. št. Obstaja tudi sferična bučka, znana po svoji nenavadni vrsti keramike, ki je datirana v poznominojsko III. obdobje.
- Visoka skodelica kikladskega tipa, marmor, 3200-2500 pr. n. št
- Kikladska tipska figurica, sorta Koumasa, 2800-2200 pr. n. št.
- Zgodnjeminojska posoda v obliki ptice. Posoda Koumasa, 3000–2300 pr. n. št.
- Model zgodnje minojske ladje. Območje samostana Odegetria v Asterusiji, 1900–1700 pr. n. št.
- Odtis minojskega pečata, Kastelli, 1450-1400 pr. n. št.
- Neopalacijalna minojska keramika
- Glineni piksis, minojska pogrebna slovesnost, 1300-1250 pr. n. št.
- Glineno volovsko kolo, igrača, 800-700 pr. n. št.
- Glinene figurice žensk s ptičjim obrazom. Beotijska delavnica, 600–575 pr. n. št.
- Starogrški zlati diadem
- Helenistična steklena posoda
- Kip Artemide, rimska doba
- Doprsni kip rimskega cesarja Hadrijana
- Starorimska steklena posoda
- Mozaik iz rimske dobe, Dioniz in satir